# Monese
Monese è una società di tecnologia finanziaria (fintech) con sede nel Regno Unito che offre conti correnti e servizi di trasferimento di denaro in alternativa alle banche tradizionali. Il servizio esclusivamente mobile offre conti in sterline, euro e leu rumeni ed è disponibile in 31 paesi dello Spazio economico europeo. A partire da gennaio 2020, ha superato i 2 milioni di clienti.

## Storia
Monese è stata fondata da Norris Koppel, un imprenditore estone. Koppel si trasferì nel Regno Unito e la sua richiesta di un conto corrente presso una grande banca principale venne rifiutata perché non era in grado di fornire la prova locale dell'indirizzo e non aveva ancora una storia creditizia nel Regno Unito. Questa esperienza ha portato Koppel a giurare che un giorno avrebbe lanciato un servizio bancario che non escludeva i clienti in base alla loro residenza o alla mancanza di storia creditizia.
La società ha completato il suo seed funding (primi fondi finanziari) nel maggio 2015, raccogliendo $ 1,8 milioni da Seedcamp, dall'investitore di Spotify Shakil Khan e da molti altri business angel.
Monese ha lanciato il suo primo prodotto, un conto corrente mobile ad apertura immediata nel Regno Unito, il 21 settembre 2015.
Prima del lancio del suo conto corrente oltre 56.000 clienti pre-registrati per il servizio si sono iscritti a una lista d'attesa per ottenere l'accesso. Monese fornisce servizi bancari a clienti residenti (e non residenti) ed ha un processo di apertura del conto che può essere completato sullo smartphone di un cliente in pochi minuti.
Monese ha chiuso il round A di investimenti a gennaio 2017, annunciando un aumento di $ 10 milioni da Anthemis Exponential Ventures, STE capital e Korea Investment Partners, Smartcap e Seedcamp. Più tardi quell'anno ha lanciato anche dei conti europei.
Il seguente round di finanziamento, $ 60 milioni, round B, è stato annunciato il 6 settembre 2018 ed è stato guidato dalla società di investimento svedese Kinnevik AB, con la partecipazione di PayPal, Augmentum Fintech, British Airways proprietario di International Airlines Group e del fondo INVC di Investec .
Inizialmente Monese ha fornito gratuitamente tutti i suoi servizi, ad eccezione del trasferimento internazionale di denaro, ma nel 2016 ha iniziato a addebitare una commissione fissa al mese per il suo prodotto di conto corrente. Successivamente ha diversificato lanciato altri piani e, da novembre 2019, offre tre diversi piani tariffari: "Semplice" con vantaggi limitati ma senza canone mensile fisso; "Classico"  e "Premium" con costi mensili.

## App mobile
Per aprire e gestire un conto corrente Monese i clienti devono installare l'app mobile dell'azienda sul proprio smartphone Android o iOS. L'app per Android è disponibile dal lancio pubblico di Monese il 21 settembre 2015 e l'app per iOS è stata lanciata il 28 luglio 2016.